# Selenocosmia kovariki
Selenocosmia kovariki é uma espécie de aranha pertencente à família Theraphosidae (tarântulas).